# Once
Once е името на петия студиен албум на Nightwish, излязъл през 2004 г. Текстовете и музиката са написани от Туомас Холопайнен. Оркестрациите и хоралните партии са дело на Лондонската филхармония. Заглавието „Once“ (на български някога) е избрано заради многото повторения на тази дума в текстовете на песните от албума. Обложката изобразява Ангела на скръбта.
Албумът достига платинен статус, който е отбелязан с издаването на нова версия на албума – „Once – Platin Edition“.
Още през първата седмица от излизането си, „Once“ попада под №1 в класациите на Германия, Финландия, Норвегия и Гърция, като се продава в над 80 000 копия само в Германия. През месец май излиза първият сингъл от албума „Nemo“, последван от „Wish I Had an Angel“ през септември, „Kuolema tekee taiteilijan“ (само във Финландия) през ноември и „The Siren“ през юли 2005.
В този албум Nightwish включват много нови елементи в музиката си (мощните китарни рифове, напомнящи за Rammstein, синтезатори и електронен ритъм в „Wish I Had an Angel“ и традиционни индиански мотиви в „Creek Mary's Blood“), но без да губят характерното си звучене. Характерно за албума е и симфоничното звучене, което взима свой връх в песента „Ghost Love Score“, направена съвместно с Лондонската филхармония.

## Световното турне„Once“
Успехът на албума позволява на групата да направи световно турне, както и да посетят страни в които не са свирили преди. Nightwish свирят на церемонията по откриването на Световния шампионат по лека атлетика 2005 г. състоял се в Хелзинки.

## Песни (Once)
- 1. Dark Chest of Wonders
- 2. Wish I Had an Angel
- 3. Nemo
- 4. Planet Hell
- 5. Creek Mary`s Blood
- 6. The Siren
- 7. Dead Gardens
- 8. Romanticide
- 9. Ghost Love Score
- 10. Kuolema tekee taiteilijan
- 11. Higher Than Hope

## Песни (Once – Platin Edition)
- 1. Dark Chest of Wonders
- 2. Wish I Had an Angel
- 3. Nemo
- 4. Planet Hell
- 5. Creek Mary`s Blood
- 6. The Siren
- 7. Dead Gardens
- 8. Romanticide
- 9. Ghost Love Score
- 10. Kuolema tekee taiteilijan
- 11. Higher Than Hope
- 12. White Night Fantasy
- 13. Live To Tell The Tale
- Nemo – видеоклип